# Rita Sargsián
Rita Sargsián Alexander (en armenio: Ռիտա Ալեքսանդրի Սարգսյան, nombre de soltera: Dadayan Դադայան,) 
(Stepanakert, Óblast autónomo del Alto Karabaj, Unión Soviética, 6 de marzo de 1962-Ereván, Armenia, 20 de noviembre de 2020) fue una socialite y maestra de música, de nacionalidad armenia, ex primera dama de Armenia, y cónyuge del expresidente Serge Sargsián.

## Biografía
Rita Sargsián nació el 6 de marzo de 1962 en la ciudad de Stepanakert en el seno de una familia militar.
Se graduó de la escuela secundaria donde Aleksandr Griboyédov recibiera educación musical en Stepanakert. Trabajó como maestra de música en un jardín de infantes durante algún tiempo. Después de mudarse de Stepanakert a Ereván, dejó de trabajar. 
Rita Sargsián estaba casada con Serzh Sargsián y tenía dos hijas y cinco nietos.  Era patrocinadora de la fundación benéfica Donate Life, que ayuda a los niños que padecen leucemia y otras enfermedades graves, así como de las fundaciones nacionales Autism y Aragil. 
Falleció el 20 de noviembre de 2020 a causa de COVID-19.